# Вигилий
Вигилий (на латински: Vigilius PP.) е римски папа от 29 март 537 г. до 7 юни 555 г.
Той произхожда от знатно римско семейство. В Liber pontificalis баща му е посочен като консул, получил тази титла от императора. Братът на Вигилий е сенатор. .
Някои автори представят Вигилий като инициатор на Петия вселенски събор (553 г.), който е свикан в Цариград по времето на император Юстиниан I (527 – 565). „Вигилий с богоугодния Юстин и със сто и шестдесет и пет отци свикаха петия събор и като издириха всяко скрито заблуждение, проклеха го“. 
Наследникът му на папския престол Пелагий I e обвинен в убийството на Вигилий и в измяна на истинската вяра, провъзгласена в Халкидон. Пелагий се оправдава с тържествена клетва, че е невинен за смъртта на Вигилий и винаги е бил верен на доктрината на Лъв I.